# Àncora (revista)
Àncora va ser un setmanari d'àmbit local de la Costa Brava. Va començar a publicar-se el dia 1 de desembre de l’any 1949 a la població costanera de Sant Feliu de Guíxols. La numeració s'inicia al número 109 dons va substituir la revista Chut i va continuar amb la numeració d'aquesta.  Ancora, s'edita com una revista principalment d'informació de Sant Feliu de Guíxols, tot i esmentar també algunes notícies de les poblacions de la vall d'Aro; Santa Cristina d'Aro i Castell-Platja d'Aro.

## Història
El nom original de la revista fou Chut, inicialment només tenia quatre pàgines i estava centrada en el món de l'esport, ja que el seu fundador n'era un gran afeccionat. Va sortir al carrer per primera vegada l'octubre de 1947 i dos anys més tard va canviar el nom pel d'Àncora, canviant també la temàtica per centrar-se en l'àmbit local, incorporant informació general i augmentant el nombre de pàgines.
La principal raó per la qual el setmanari va canviar de nom fou la intenció d’una professionalització de tota la plantilla, així com dels continguts, per tant era un canvi que va voler simbolitzar un canvi d’etapa en la vida del setmanari local de Sant Feliu de Guíxols. El setmanari va atrevir-se a publicar alguns textos en català quan encara durava el règim dictatorial de Francisco Franco. A partir del número 2000, que va publicar-se al 27 de novembre de 1986 la revista va ser editada completament amb la llengua de Pompeu Fabra.
L'octubre de 2016 l'Associació cultural Bitàcola, editors de la revista varen anunciar que el número 3.465, l'extra de Nadal, del 22 de desembre d'aquell any seria el darrer número, que sortiria al carrer amb una tirada de 3.500 exemplars. El febrer del 2017 la Cambra de Comerç de Sant Feliu de Guíxols, va arribar a un acord amb  l'Associació cultural Bitàcola, antics editors de la revista per fer-se càrrec de la seva publicació, sent des d'aquell moment la Cambra, la dipositaria del seu fons documental, així com de la capçalera. Els nous propietaris varen declarar que: La seva intenció és tirar endavant de nou la publicació del setmanari, que mantindrà el seu caire independent, però amb una estructura periodística actual i amb vocació de donar informació i donar veu a totes les opcions polítiques de la ciutat. L'abril d'aquell any es va tornar a posar a la venda en paper al preu de dos euros, amb una tirada de 1500 exemplars i de periodicitat mensual. Al mateix temps que s'iniciava el període de prova del format digital.
La publicació en els seus inicis estava escrita en castellà, amb alguns articles en català, fins al número 2.000, publicat el 27 de novembre de l'any 1986 en què es publica íntegrament en català.

## Directors i col·laboradors més rellevants
Margarita Wirsing Bordas primera dona llicenciada de l'estat espanyol en Física i Química que en va ser col·laboradora i directora del 1961 al 1972. El 1956 el setmanari va estar a punt de deixar de publicar-se per les seves dificultats financeres, però la situació es va resoldre gràcies a una campanya iniciada per Margarita Wirsing, que va proposar a deu col·laboradors de la revista fer una aportació de 100 pessetes per salvar-la.
Emili Casademont és un dels col·laboradors més rellevants que va tenir el setmanari per la repercussió que van tenir els seus escrits –en castellà- sobre la independència del protectorat del Marroc.
Claudi Isern fou director i pare de Josep Mª Isern, ambdós foren grans directors del setmanari. Josep Mª Isern va fundar els premis Literaris Àncora, de nou per donar visibilitat al setmanari local.
Grans personalitats de l'escena catalana van col·laborar puntualment amb el setmanari. Com per exemple Caterina Albert –que escrivia sota el pseudònim de Víctor Català- o el músic reconegut a nivell mundial Pau Casals.